# Рындовский, Григорий Семёнович
Григорий Семенович Рындовский (1814—1898) — российский врач, доктор медицины, профессор.

## Биография
По окончании курса историко-филологического факультета в Харьковском университете, поступил на медицинский факультет, курс которого окончил в 1836 году. Оставленный ординатором терапевтической и акушерской клиник, Рындовский вскоре стал читать, в качестве адъюнкт-профессора, энциклопедию медицины, общую терапию, рецептуру и диагностику. За диссертацию «De hydrophobia» получил в 1858 году степень доктора медицины. В качестве ординарного профессора, читал фармакологию.
Был учредителем Харьковского благотворительного общества, Харьковского ботанического сада и Харьковского музыкального общества.